# Werner Dobelmann

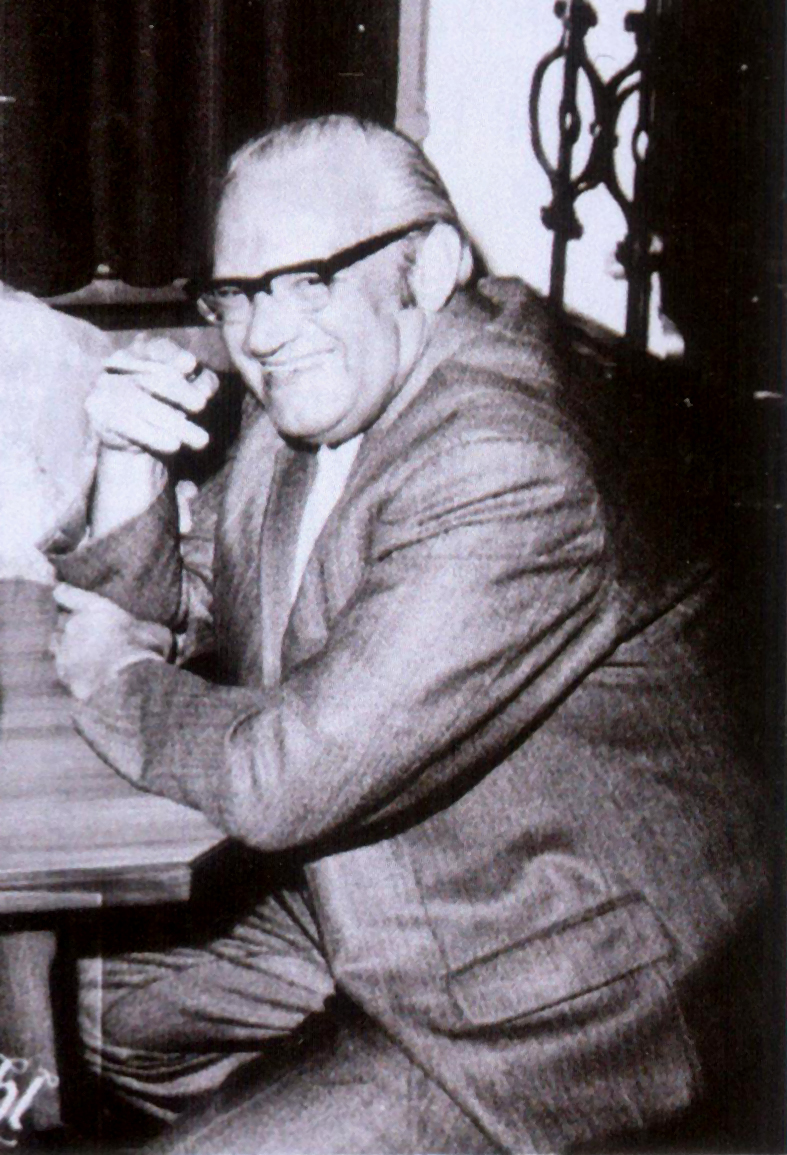
Werner Dobelmann

Werner Heinrich Dobelmann (* 16. Oktober 1913 in Münster; † 7. August 1985 in Bad Salzuflen) war ein deutscher heimatkundlicher Forscher und Verfasser zahlreicher volkskundlicher wie historischer Abhandlungen über seinen Wohnort Münster sowie insbesondere die Heimat seiner Vorfahren, das Osnabrücker Nordland.

## Leben

### Kindheit und Adoleszenz
Der Beruf des Kriminalsekretärs brachte die Übersiedlung des am 13. Juli 1879 in Suttrup (heute zu Nortrup gehörig) geborenen Vaters Werner Dobelmanns, Theodor Friedrich Bernhard Dobelmann, und seiner am 23. September 1883 in Nortrup geborenen Gattin Katharina Elisabeth Agnes Dobelmann, geb. Middendorf, nach Münster in Westfalen mit sich, wo den seit 1908 verheirateten Eheleuten am 16. Oktober 1913 ihr Sohn Werner geboren wurde. In seiner Kindheit und Jugend indessen besuchte Werner Dobelmann, einer »instinktiven Hinneigung« folgend, regelmäßig den in der artländischen Landschaft gelegenen Hof seiner Großeltern mütterlicherseits, Hermann und Lisette (geb. Janning) Middendorf, Heuerlinge in der Börslage bei Nortrup, welcher nach dem Tode der Großeltern von einem Onkel Werner Dobelmanns forthin bewirtschaftet worden war. Dieser Kotten, von dem außer den alten Hofeichen nichts erhalten ist, gehörte dem Gut Loxten an; die Großeltern Dobelmanns väterlicherseits, Wilhelm und Maria Adelheid (geb. Gramann) Dobelmann, waren zunächst Heuerlinge eines Kottens des Hofes Möhlmann/Klümke gewesen, um dann eine in Suttrup gegenüber der Gaststätte Blome gelegene Heuerstelle des Hofes Hallermann/Pieper einzunehmen. Nach der 1934 in Münster am Gymnasium absolvierten Reifeprüfung führte der Arbeitsdienst Werner Dobelmann nach Bersenbrück und damit wieder in die Nähe des Artlandes. Die Arbeit sowie Entdeckungsreisen des Abiturienten gesellten dergestalt dem in Kindheitstagen gelegten »gefühlsmäßigen Erfassen« gleichermaßen die »verstandesmäßige Erkenntnis« der artländischen Heimat bei.

### Familien- und Arbeitsleben
Zu seinem großen Leidwesen ließen wirtschaftliche Gründe Werner Dobelmann nach seiner Rückkehr in die Geburtsstadt Münster von seinem ursprünglichen Wunsch, zur wissenschaftlichen Vertiefung seiner heimatlichen Hinneigung an der Universität Volkskunde oder Geschichtswissenschaften zu studieren, Abstand nehmen. Von einer stattdessen zunächst angetretenen Banklehre wechselte er in die Finanzverwaltung der Stadt Münster, in der er bis zu seinem Eintritt in den Ruhestand 1976 als Steuerrat wirkte. Jenseits solches „Berufes Nüchternheit“ begann Werner Dobelmann nach dem Zweiten Weltkrieg mit dem Schreiben, angefangen mit der Familienchronik Die Börslage. Versuch einer Familiengeschichte von 1945. Werner Dobelmann heiratete am 21. Oktober des Kriegsjahres 1941 Gerda Ilse Auguste Habben, die am 26. September 1916 in Rüstringen bei Wilhelmshaven geborene Tochter Sjut und Helene Habbens. 1949 wurde den Eheleuten eine Tochter geboren. Seit 1951 war Werner Dobelmann Gründungsmitglied des Kreisheimatbundes Bersenbrück (KHBB), seit 1976 dessen Ehrenmitglied.

### Lebensabend

Kotten der Dobelmanns in Rüssel 1972–1989

1972 erwarben die Dobelmanns das ehemalige Heuerhaus (Kotten) des Hofes Wiese in der alten Bauerschaft Rüssel. Bis zu seinem Tod 1985 lebte und arbeitete Werner Dobelmann zusammen mit seiner 1989 verstorbenen Frau Gerda in dem renovierten Kotten. Die Eheleute wurden auf dem Friedhof der Pfarrei St. Nikolaus in Ankum bestattet.

## Wissenschaftsgeschichtliche Einordnung des Gesamtwerkes
Dem literarischen Schaffen Werner Dobelmanns lag ein unerschütterliches wie verhalten zuversichtliches Bekenntnis zur Heimat zugrunde. So schreibt Dobelmann 1981, es möge indessen durchaus
»Menschen geben, die den Wert eines Gemeinwesens nur nach Einwohnerzahl und Steueraufkommen messen, die die Stetigkeit und den ruhigen Pulsschlag des Lebens [...] bedauern. Zweifellos gibt es Gemeinden, die sich in den letzten Jahren und Jahrzehnten stärker entwickelt haben. Sie haben das aber meistens mit erheblichen Verlusten an Tradition, an gewachsenem Lebensstil und sicherer Gelassenheit bezahlen müssen. [...] Der Begriff Heimat, oft zu Unrecht belastet mit dem Odium des Unzeitgemäßen, hat in unseren Tagen an Aktualität nichts verloren. Kenntnis der Heimat und Verbundenheit mit ihr ist auch heute eine der Quellen, aus der die Verantwortung für die Gemeinschaft wächst. So gesehen, ist Heimatgeschichte nicht ein Traum von der ›guten alten Zeit‹, sondern Tradition im besten Sinne und belebender Ansporn, die anvertrauten Werte zu erhalten als Grundlage zu neuem Schaffen für die Zukunft.«
In einer solchen autochthonen Haltung, die sich »nicht in gewollten Augenblicken einer genießerischen Versenkung und künstlichen Einfühlung, sondern nur« sich einstelle, »wenn das eigene Dasein in seiner Arbeit steht«, und mit einer ostinaten Einstreuung ruraler Sprachbilder rückt das Werk Werner Dobelmanns in den gedanklichen Umkreis der existentialistischen Fundamentalontologie Martin Heideggers.

## Werke (Auswahl)
Werner Dobelmanns aus lebenslanger Archivarbeit hervorgegangenes Gesamtwerk umfasst 18 Monographien, weit über 2000 Aufsätze, Beiträge und Artikel in Sammelwerken, Zeitschriften (Mitteilungen des Kreisheimatbundes Bersenbrück, Heimat-Kalender für den Kreis Bersenbrück, Heimat-Jahrbuch für den Kreis Bersenbrück, Heimat-Jahrbuch Osnabrücker Land, Am heimatlichen Herd, Westfälischer Heimatkalender usf.) und Tageszeitungen (Westfälische Nachrichten, Münstersche Zeitung, Bersenbrücker Kreisblatt, Bramscher Nachrichten usf.), eine Reihe typographisch vorliegender Historiographien artländischer Höfe sowie unveröffentlichte Manuskripte, unter anderem zur »Münsterischen Mühlengeschichte« (1972), und eine Vielzahl bislang unveröffentlichter Aufsätze. 
- Auf alten Wegen im Kreise Bersenbrück, in: Am heimatlichen Herd – Heimatblatt [1] (1950), Nr. 1 vom 12. August 1950, S. 2 f.
- Vom Grundeigentum des Klosters Börstel, in: Am heimatlichen Herd – Heimatblatt [1] (1950), Nr. 5 vom 6. Oktober 1950, S. 18–20.
- Das Buch vom Kreise Bersenbrück. Eine Heimatkunde für Schule und Haus, Quakenbrück 1953
- Das Lied der Mühlen. Wasser- und Windmühlen im Osnabrücker Nordlande, in: Mitteilungen des Kreisheimatbundes Bersenbrück 3 (1953), S. 42–54
- Grabsteine in der Börsteler Stiftskirche, in: Heimat-Kalender für den Kreis Bersenbrück (Artländer Haus- und Taschen-Kalender) (1956), S. 91–94.
- Lebensbilder aus dem Osnabrücker Nordland (Schriftenreihe des Kreisheimatbundes Bersenbrück; 8), Quakenbrück 1962
- Ein altes Heuerlingsgeschlecht (Heimat gestern und heute. Mitteilungen des Kreisheimatbundes Bersenbrück; 11), Quakenbrück 1963
- Vergilbte Blätter. Aus Bramsches Vergangenheit, Bramsche, 2. Auflage 1982 (1. Auflage 1964)
- Das Zehntwesen im Osnabrücker Nordlande, in: Heimat gestern und heute. Mitteilungen des Kreisheimatbundes Bersenbrück 15 (1968), S. 43–106
- Wehrtürme im Kirchspiel Ankum; [1], in: Am heimatlichen Herd – Heimatblatt [19] (1968), Nr. 2, S. 8
- Landwehren im Osnabrücker Nordland, in: Heimat gestern und heute. Mitteilungen des Kreisheimatbundes Bersenbrück 16 (1969), S. 129–180
- Kirchspiel und Stift St. Mauritz in Münster. Ursprung und Werdegang eines Stadtviertels und seines Vorlandes, Münster in Westfalen 1971
- Amelsbürener Chronik. Geschichte einer ländlichen Gemeinde, Münster in Westfalen 1974
- Angelmodde. Geschichte einer Stadtrandgemeinde, Münster in Westfalen 1974
- Handorf gestern und heute. Geschichte einer dörflichen Siedlung, Münster in Westfalen 1974
- Hiltrup, Münster in Westfalen 1974
- Albersloh. Geschichte einer Landgemeinde, Münster in Westfalen 1976
- Die Taufkirche im Farngau, in: Heimat-Jahrbuch Osnabrücker Land [4] (1977), S. 154–58.
- Geschichte und Entwicklung des Osnabrücker Nordlandes (Der Altkreis Bersenbrück; 3; Heimat gestern und heute. Mitteilungen des Kreisheimatbundes Bersenbrück; 22), Quakenbrück 1979
- Mühlen des Osnabrücker Nordlandes. Von Wasser- und Windmühlen, von Roß- und Handmühlen (Schriftenreihe des Kreisheimatbundes Bersenbrück; 16), Quakenbrück 1980
- Wehrtürme im Kirchspiel Ankum; [2], in: Heimat-Jahrbuch Osnabrücker Land [7] (1980), S. 35–39.
- Berge. Geschichte einer Landgemeinde, Berge 1981
- Entstehung und Entwicklung des Ortes Bersenbrück, in: Franz Buitmann, Werner Dobelmann, Franz Hülsmann, Ernst Schulte (Red.), Bersenbrück. Stadt im Osnabrücker Land. Beiträge zum Jubiläumsjahr 1981 in Wort und Bild. 750 Jahre Bersenbrück – 25 Jahre Stadt, Bersenbrück 1981, S. 27[26]–84
- mit Franz Buitmann (Bearb.), Schulgeschichte des Osnabrücker Nordlandes; 1. Entwicklung bis zu den Schulreformen Mitte des 20. Jahrhunderts (Der Altkreis Bersenbrück; 6; Heimat gestern und heute; 25), Bersenbrück 1986 (posthum)
- Die Hase prägte das Osnabrücker Nordland. Geographische und geschichtliche Aspekte, in: Am heimatlichen Herd – Heimatblatt 37 (1986), Nr. 1 (März 1986), S. 1–4 (posthum)
- Die Entstehung der Eigenbehörigkeit/Die Aufhebung der Eigenbehörigkeit, in: Am heimatlichen Herd – Heimatblatt 40 (1989), Nr. 4 (August 1989), S. 16. 19 f. (posthum)

## Sekundärliteratur
- Herbert Clauß, Verdienstvolle Heimatforscher des Altkreises Bersenbrück. Werner Dobelmann – Dr. August Schröder, in: Am heimatlichen Herd – Heimatblatt (1976), Nr. 3 (September 1976), S. 11
- Franz Feldkamp, Werner Dobelmann. Der unermüdliche Heimatforscher und Heimatschriftsteller des Osnabrücker Nordlandes, in: Heimat-Heft für Dorf und Kirchspiel Ankum 13 (2010), S. 6–14